# ام‌جی (ویرایشگر متن)

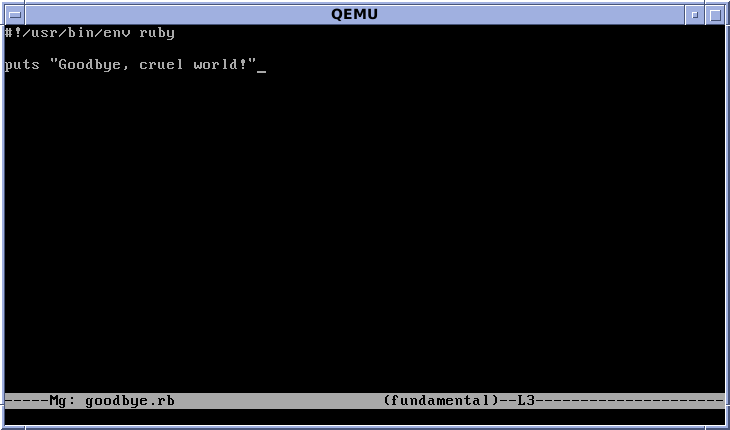
ویرایشگر ام‌جی در اوپن‌بی‌اس‌دی ۵٫۳ در حال ویرایش کردن یک تکه کد منبع بع زبان روبی

ام‌جی (به انگلیسی: mg) نام یک ویرایشگر متن است که به صورت یک نرم‌افزار آزاد توسعه داده می‌شود. این ویرایشگر در ابتدا MicroGnuEmacs نامیده می‌شد و بعدها بنا به درخواست ریچارد استالمن تغییر نام یافت. ام‌جی در مالکیت عمومی قرار دارد و بر روی سیستم‌عامل‌های شبه یونیکس اجرا می‌شود. ویرایشگر ام‌جی مبتنی بر میکروایمکس است، اما سعی شده تا شباهت زیادی به ایمکس داشته باشد و از سوی دیگر همچنان از حافظه اندکی استفاده کند و سرعت بالایی داشته باشد. یک نسخه توسعه‌یافته و بهبود داده شده از این برنامه در سال ۲۰۰۰ در نصب پیشفرض سیستم‌عامل اوپن‌بی‌اس‌دی گنجانده شده است.